# Прасовец
Прасовец (пол. Pracowoc) — польский дворянский герб.

## Описание
В червлёном поле — под золотой пчелой летящей наискось вправо — выходящая рука в зелёном рукаве с кружевной манжетой, с гусиным пером, наклонённым вправо, в пальцах.
Щит увенчан дворянскими шлемом и короной. Нашлемник: пять страусовых перьев.

## Герб используют
Антон Глиогер, г. Прасовец, жалован дипломом на потомственное дворянское достоинство Царства Польского